# Durand (Illinois)
Durand és una vila dels Estats Units a l'estat d'Illinois. Segons el cens del 2000 tenia 1.081 habitants.

## Demografia
Segons el cens del 2000, Durand tenia 1.081 habitants, 441 habitatges, i 288 famílies. La densitat de població era de 463,8 habitants/km².
Dels 441 habitatges en un 34,9% hi vivien nens de menys de 18 anys, en un 53,1% hi vivien parelles casades, en un 9,5% dones solteres, i en un 34,5% no eren unitats familiars. En el 32,2% dels habitatges hi vivien persones soles el 15,6% de les quals corresponia a persones de 65 anys o més que vivien soles. El nombre mitjà de persones vivint en cada habitatge era de 2,45 i el nombre mitjà de persones que vivien en cada família era de 3,1.
Per edats la població es repartia de la següent manera: un 28,9% tenia menys de 18 anys, un 6,9% entre 18 i 24, un 28,8% entre 25 i 44, un 21,8% de 45 a 60 i un 13,6% 65 anys o més.
L'edat mediana era de 36 anys. Per cada 100 dones de 18 o més anys hi havia 86,7 homes.
La renda mediana per habitatge era de 43.988 $ i la renda mediana per família de 51.042 $. Els homes tenien una renda mediana de 41.016 $ mentre que les dones 23.068 $. La renda per capita de la població era de 19.211 $. Aproximadament el 5,5% de les famílies i el 5,6% de la població estaven per davall del llindar de pobresa.

## Poblacions properes
El següent diagrama mostra les poblacions més properes.